# Magnus Degerbøl
Magnus Anton Degerbøl, född 8 juli 1895, död 14 april 1977, var en dansk zoolog, vars viktigaste arbeten behandlar förhistoriska däggdjur.
Degerbøl blev 1943 direktör för Zoologisk Museum i Köpenhamn och var åren 1956–1966 professor vid Köpenhamns universitet. Han var expert på hundens kraniologi och undersökte 1961 hundfynden från Star Carr i England. Fynden daterades till 6 700-6 350 f.Kr. och Degerbøl kunde visa att domesticeringen redan vid denna tid var långt gången.

### Fotnoter
1. ↑  Magnus Degerbøl, Dansk Biografisk Leksikon 1979-1984 (läst 20 augusti 2016)